# 皇家馬德里女子足球俱樂部
皇家馬德里女子足球俱樂部，前身是2014年成立的DeportivoTACÓN。
該俱樂部成立於2014年，最初是獨立的DeportivoTACÓN俱樂部，後來於2019年與皇家馬德里俱樂部進行合併和收購，並於2020年正式更名為皇家馬德里的女子足球部門。該俱樂部目前在西甲聯賽中踢球。

## 歷史

### 起源
最早是在1997年，年輕的安娜·羅塞爾為跨城俱樂部Atletico Feminas效力，請當時的皇馬主席洛倫佐·桑斯在俱樂部創建女子足球部門。根據羅塞爾（Rossell）的說法，她的要求沒有得到她希望的回應，俱樂部高管指出，婦女部門在經濟上是不可持續的。Rossell在2013年與馬德里的Diario AS談起她先前的挫敗感時回首道：“當您還是個少年時，您夢想著為自己的（夢想）球隊效力，但是由於沒有皇馬（女子隊），我必須在AtléticoFeminas（現在的馬德里競技女子隊）和CD Canillas上追逐。”

### 過渡期
隊伍成績提升之後，俱樂部在2019年夏天失去了大部分的比賽陣容。阿根廷中場球員Ruth Bravo移居到Rayo Vallecano，而其他球員如Lixy，Marbel Okoye和Yamilla Badell則沒有續簽合同。為了加強即將到來的賽季，俱樂部看到了瑞典二人組科索瓦蕾·阿斯拉尼和索菲娅·雅各布松的到來；來自馬德里競技的法國中場奧雷利·卡奇（AurélieKaci），來自十字路口對手馬德里CFF的艾諾娜·坎普（Ainoa Campo），英國前鋒基奧瑪·烏博加古（守衛），門將安娜·瓦雷斯（Ana Valles），尼日利亞後衛奥西娜奇·奥哈莱（Osinachi Ohale）以及巴西雙雙戴安（ Daiane）和泰薩·莫雷諾（Thaisa Moreno）她曾在AC米蘭女子俱樂部獨行一年獲最佳中場提名。夏季的最後簽約來自沃爾夫斯堡VFL的全能後衛彼得·貝貝特·彼得。

### 皇家馬德里
2020年7月1日，皇家馬德里俱樂部發布了正式公告，確認合併完成，從而標誌著CD TACON的完全吸收，從那時起，CD TACON將作為“皇家馬德里”運營。
在之後球季表現出色，於賽季中段開始維持在前三名位置。最後收下次名進入2021–2022賽季歐足聯女子冠軍聯賽。

## 主場
儘管許多人猜測他們將與皇家馬德里卡斯蒂利亞（和2020年的皇家馬德里）共享斯特凡諾體育場，但在過渡時期，CD TACON在Valdebebas的Campo 11進行了他們所有的主場比賽。TACON時代的比賽不向公眾開放，只有俱樂部成員或擁有會員卡的成員才能參加。
在2019年9月15日舉行的特別大會之後，有非正式的傳言說，預計該女子球隊將在2020-21賽季開始時進入阿爾法雷多·迪·斯特凡諾球場（並且開放一般觀眾入場觀賽）。
然而，El Mundo Deportivo的一篇文章報導說，隨著合併於2020年7月1日完成，女足將繼續在Campo 11比賽，而不是阿爾法雷多·迪·斯特凡諾球場，比賽在平常時仍僅限俱樂部會員和部分來訪球迷。

## 戰績

### CD TACÓN
| 賽季    | 分級 | 位置 | 西班牙女子杯  |
| ------- | ---- | ---- | ------------- |
| 2016–17 | 2ª   | 2nd  |               |
| 2017–18 | 2ª   | 1st  |               |
| 2018–19 | 2ª   | 1st  |               |
| 2019–20 | 1ª   | 10th | Quarterfinals |

### 皇馬女子
| 賽季    | 分級 | 位置 | 西班牙女子杯  |
| ------- | ---- | ---- | ------------- |
| 2020–21 | 1ª   | 2nd  | Quarterfinals |
| 2021–22 | 1ª   |      |               |

## 隊伍
2020年9月16日
註釋：國旗表示球員在國際足聯資格規則定義的國家隊。球員可能擁有一個以上非國際足聯國籍。
| 號碼 |        | 位置 | 球員                        |
| ---- | ------ | ---- | --------------------------- |
| 1    | 西班牙 | 门将 | Misa                        |
| 2    | 墨西哥 | 后卫 | Kenti Robles                |
| 3    | 巴西   | 后卫 | Daiane                      |
| 4    | 德国   | 后卫 | 芭贝特·彼得                 |
| 5    | 巴西   | 中场 | Thaisa（vice-captain）      |
| 6    | 法國   | 中场 | Aurélie Kaci（3rd captain） |
| 7    | 西班牙 | 前锋 | 歐嘉·卡莫納                 |
| 8    | 西班牙 | 中场 | Maite Oroz                  |
| 9    | 瑞典   | 前锋 | 科索瓦蕾·阿斯拉尼           |
| 10   | 瑞典   | 前锋 | 索菲娅·雅各布松             |
| 11   | 西班牙 | 前锋 | Marta Cardona               |

| 號碼 |        | 位置 | 球員                       |
| ---- | ------ | ---- | -------------------------- |
| 12   | 西班牙 | 前锋 | Lorena Navarro             |
| 13   | 西班牙 | 门将 | Yohana                     |
| 14   | 西班牙 | 后卫 | Samara Ortiz               |
| 15   | 西班牙 | 后卫 | 伊万娜·安德烈斯（captain） |
| 16   | 西班牙 | 中场 | 特雷莎·阿韦列拉            |
| 17   | 西班牙 | 后卫 | Marta Corredera            |
| 18   | 英格兰 | 前锋 | Chioma Ubogagu             |
| 20   | 西班牙 | 中场 | Malena Ortiz               |
| 21   | 巴拉圭 | 前锋 | Jessica Martínez           |
| 22   | 西班牙 | 门将 | Sara Ezquerro              |
| 23   | 西班牙 | 后卫 | Claudia Florentino         |